# Běh na 400 metrů
Běh na 400 metrů (lidově též čtvrtka, neboť jde o běh na jednu čtvrtinu anglické míle) je nejdelší atletický sprint, který se běží téměř maximálním úsilím od startu do cíle. Běžec musí spojit základní rychlost ze 100metrového sprintu s běžeckou technikou, která mu dovolí vypořádat se s odstředivými silami při běhu v zatáčce. Při této délce trati však musí běžec alespoň částečně šetřit vytrvalostní síly. Běžecká trať na 400 m se běhá v oddělených drahách širokých 122–125 cm. Start běhu na 400 m je umístěn na cílové pásce (délka stadiónu je 400 m). Závodník musí startovat z nízkého startu a ze startovních bloků. Startovní bloky jsou posunuty úměrně poloměru zatáček tak, že závodník, který běží po vnitřním oblouku je na startu opticky nejdál a všechny soupeře má před sebou. Při náběhu do cílové rovinky se všichni běžci dostanou na stejnou úroveň. Rychlost větru se neměří, neboť závodník běží celý okruh, a tedy v obou směrech větru.
Historicky nejúspěšnějším běžcem na 400 metrů je Američan Michael Johnson, který v této disciplíně získal 4 tituly mistra světa a od roku 1999 do roku 2016 byl držitelem světového rekordu. Jako jediný atlet dokázal tuto trať běžet více než dvacetkrát pod hranici 44 sekund. V letmém štafetovém úseku také jako zatím jediný člověk na světě dokázal tuto vzdálenost běžet i pod 43 sekund (42,94 s v roce 1995).
V prvním desetiletí 21. století vládli na 400metrové trati téměř výhradně Američané LaShawn Merritt a Jeremy Wariner. Američané této trati suverénně vévodí i co se týče historicky nejlepších časů.
V září roku 2016 se stal držitelem světového rekordu Jihoafričan Wayde van Niekerk, který 14. srpna 2016 na Letních olympijských hrách v Rio de Janeiru zaběhl časem 43,03 s nejrychlejší čas v historii (a to i přesto, že běžel v nevýhodné osmé dráze).
Světový rekord mezi ženami drží dlouhodobě Němka Marita Kochová, která v roce 1985 překonala československou závodnici Jarmilu Kratochvílovou časem 47,60 sekundy. Obě dodnes zůstávají jedinými ženami, které v historii běžely pod 48 sekund. Další úspěšné ženy jsou Francouzka Marie-José Pérecová a Australanka Cathy Freemanová, které získaly dva tituly z mistrovství světa.

## Historie
Běh na 400 m vznikl metrickým zaokrouhlením z anglosaského běhu na čtvrt míle, což je 440 yardů neboli 402,34 m. Běžci musí mít dobrou základní rychlost, musí být schopní zkoordinovat rychlost a sprinterskou vytrvalost a musí se naučit ignorovat bolest, protože v důsledku kyslíkového dluhu se ve svalech tvoří kyselina mléčná. Někteří běžci tuto trať kombinovali zároveň s během na 200 metrů (např. Michael Johnson), jiní s během na 800 metrů (např. Jarmila Kratochvílová). Častá kombinace je také s tratí na 400 metrů překážek.

## Současné rekordy – dráha
| Muži              |         |                   |              |                |               |
| Rekord            | Čas (s) | Atlet             | Stát         | Město          | Datum rekordu |
| Světový rekord    | 43,03   | Wayde van Niekerk | Jižní Afrika | Rio de Janeiro | 14. 8. 2016   |
| Olympijský rekord | 43,03   | Wayde van Niekerk | Jižní Afrika | Rio de Janeiro | 14. 8. 2016   |
| Rekord MS         | 43,18   | Michael Johnson   | USA          | Sevilla        | 26. 8. 1999   |
| Český rekord      | 44,79   | Pavel Maslák      | Česko        | Dauhá          | 9. 5. 2014    |

| Ženy              |         |                       |                        |          |               |
| Rekord            | Čas (s) | Atletka               | Stát                   | Město    | Datum rekordu |
| Světový rekord    | 47,60   | Marita Kochová        | Východní Německo       | Canberra | 6. 9. 1985    |
| Olympijský rekord | 48,17   | Marileidy Paulinová   | Dominikánská republika | Paříž    | 9. 8. 2024    |
| Rekord MS         | 47,99   | Jarmila Kratochvílová | Československo         | Helsinky | 10. 8. 1983   |
| Český rekord      | 47,99   | Jarmila Kratochvílová | Československo         | Helsinky | 10. 8. 1983   |

### Současní světoví rekordmani

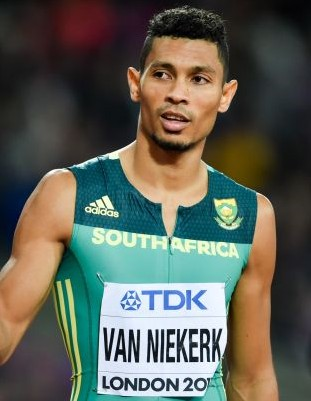
Muži - Wayde van Niekerk 43,03 s
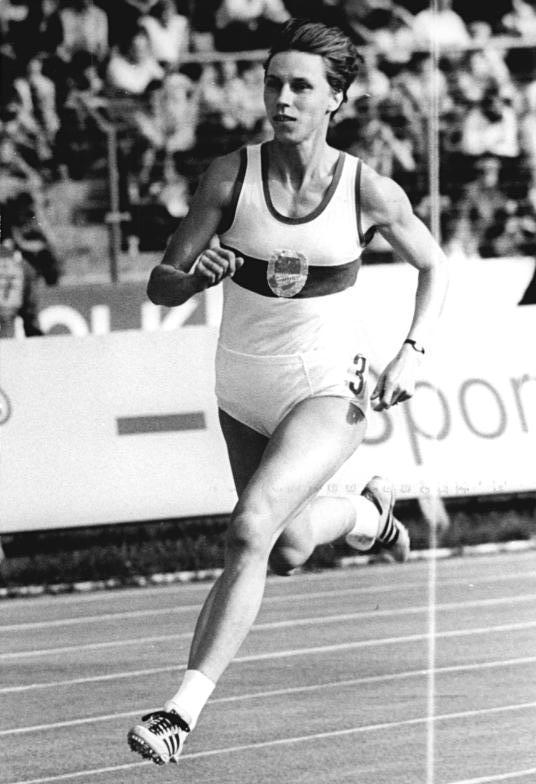
Ženy - Marita Kochová 47,60 s

## Současné rekordy podle kontinentů
| Rekord                            | Kategorie | Výkon (s) | Atlet                 | Stát                   | Město          | Datum       |
| --------------------------------- | --------- | --------- | --------------------- | ---------------------- | -------------- | ----------- |
| Afrika                            | Muži      | 43,03     | Wayde van Niekerk     | Jižní Afrika           | Rio de Janeiro | 14. 8. 2016 |
| Afrika                            | Ženy      | 49,10     | Falilat Ogunkoya      | Nigérie                | Atlanta        | 29. 7. 1996 |
| Asie                              | Muži      | 43,93     | Youssef Ahmed Masrahi | Saúdská Arábie         | Peking         | 23. 8. 2015 |
| Asie                              | Ženy      | 48,14     | Salvá Ajd Násirová    | Bahrajn                | Dauhá          | 3. 10. 2019 |
| Evropa                            | Muži      | 43,44     | Matthew Hudson-Smith  | Spojené království     | Paříž          | 7. 8. 2024  |
| Evropa                            | Ženy      | 47,60     | Marita Kochová        | Východní Německo       | Canberra       | 6. 9. 1985  |
| Severní a střední Amerika         | Muži      | 43,18     | Michael Johnson       | USA                    | Sevilla        | 26. 8. 1999 |
| Severní a střední Amerika         | Ženy      | 48,17     | Marileidy Paulinová   | Dominikánská republika | Paříž          | 9. 8. 2024  |
| Oceánie                           | Muži      | 44,38     | Darren Clark          | Austrálie              | Soul           | 26. 9. 1988 |
| Oceánie                           | Ženy      | 48,63     | Cathy Freemanová      | Austrálie              | Atlanta        | 29. 7. 1996 |
| Jižní Amerika                     | Muži      | 43,93     | Anthony Zambrano      | Kolumbie               | Tokio          | 2. 8. 2021  |
| Jižní Amerika                     | Ženy      | 49,64     | Ximena Restrepo       | Kolumbie               | Barcelona      | 5. 8. 1992  |
| Muži na iaaf.org Ženy na iaaf.org |           |           |                       |                        |                |             |

## Současné rekordy – hala
| Muži             |           |                                  |                         |                      |                       |
| Rekord           | Výkon (s) | Atlet                            | Stát                    | Město                | Datum rekordu         |
| Světový rekord   | 44,49     | Morales Williams                 | Kanada                  | Fayetteville         | 24. 2. 2024           |
| Evropský rekord  | 45,05     | Thomas Schönlebe Karsten Warholm | Východní Německo Norsko | Sindelfingen Glasgow | 5. 2. 1988 2. 2. 2019 |
| Rekord MS        | 45,00     | Jereem Richards                  | Trinidad a Tobago       | Bělehrad             | 2022                  |
| Český rekord     | 45,24     | Pavel Maslák                     | Česko                   | Sopoty               | 8. 3. 2014            |
| Muži na iaaf.org |           |                                  |                         |                      |                       |

| Ženy             |           |                       |                |         |               |
| Rekord           | Výkon (s) | Atletka               | Stát           | Město   | Datum rekordu |
| Světový rekord   | 49,17     | Femke Bolová          | Nizozemsko     | Glasgow | 2. 3. 2024    |
| Evropský rekord  | 49,17     | Femke Bolová          | Nizozemsko     | Glasgow | 2. 3. 2024    |
| Rekord MS        | 50,04     | Olesja Forševová      | Rusko          | Moskva  | 12. 3. 2006   |
| Český rekord     | 49,59     | Jarmila Kratochvílová | Československo | Milán   | 7. 3. 1982    |
| Ženy na iaaf.org |           |                       |                |         |               |

### Současní světoví rekordmani v hale

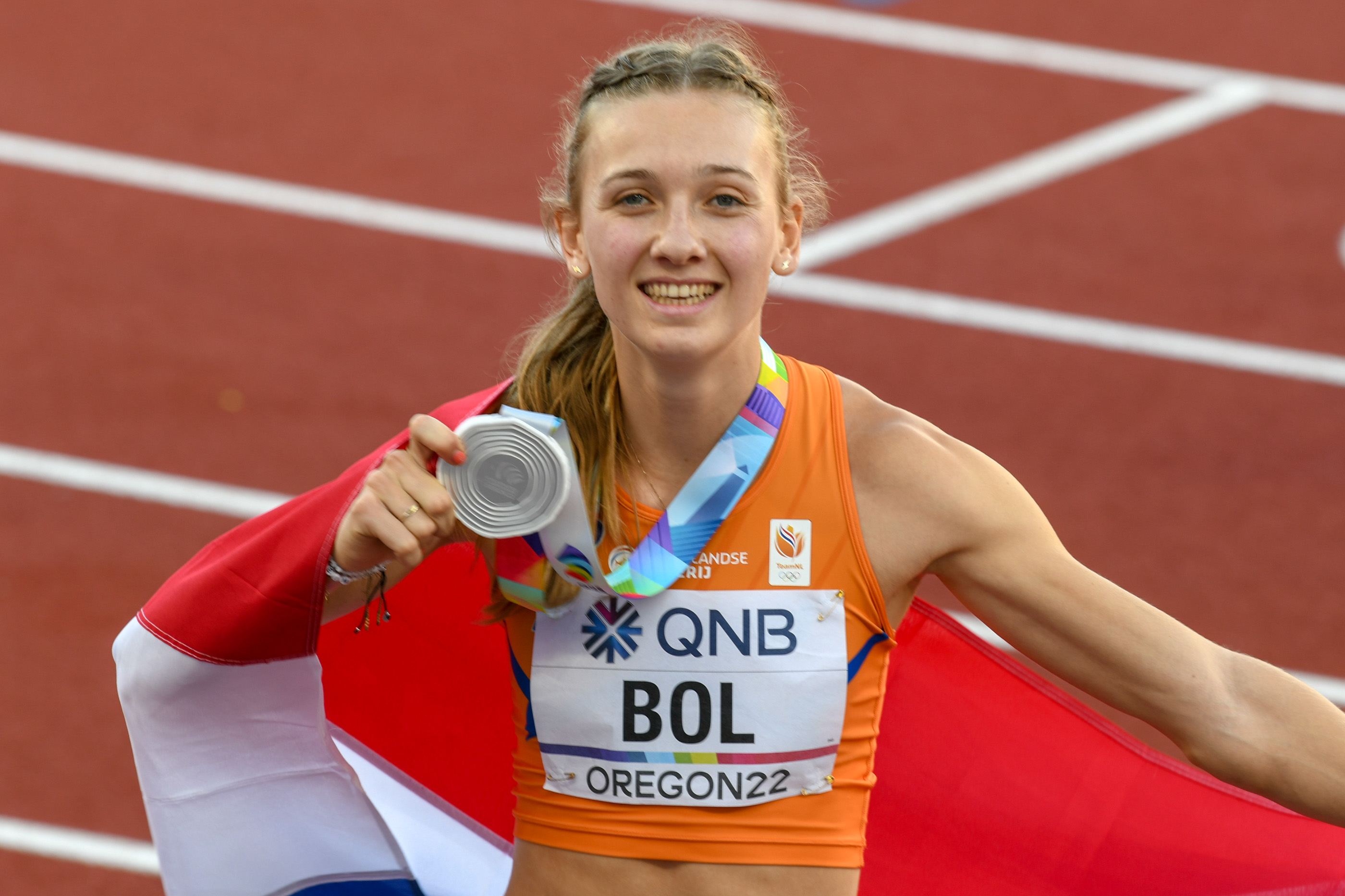
Ženy - Femke Bolová 49,24 s

## 10 nejlepších mužů historie dle časů
| Pořadí           | Výkon (s) | Atlet                | Národnost          | Datum             | Místo          |
| ---------------- | --------- | -------------------- | ------------------ | ----------------- | -------------- |
| 1.               | 43,03     | Wayde van Niekerk    | Jižní Afrika       | 14. srpen 2016    | Rio de Janeiro |
| 2.               | 43,18     | Michael Johnson      | USA                | 26. srpen 1999    | Sevilla        |
| 3.               | 43,29     | Butch Reynolds       | USA                | 17. srpen 1988    | Curych         |
| 4.               | 43,40     | Quincy Hall          | USA                | 7. srpna 2024     | Paříž          |
| 5.               | 43,44     | Matthew Hudson-Smith | Spojené království | 7. srpna 2024     | Paříž          |
| 6.               | 43,45     | Jeremy Wariner       | USA                | 31. srpen 2007    | Ósaka          |
| 6.               | 43,45     | Michael Norman       | USA                | 20. duben 2019    | Torrance       |
| 8.               | 43,48     | Steven Gardiner      | Bahamy             | 4. říjen 2019     | Dauhá          |
| 9.               | 43,50     | Quincy Watts         | USA                | 5. srpen 1992     | Barcelona      |
| 10.              | 43,64     | Fred Kerley          | USA                | 27. červenec 2019 | Des Moines     |
| Muži na iaaf.org |           |                      |                    |                   |                |

## 10 nejlepších žen historie dle časů
| Pořadí           | Výkon (s) | Atletka               | Národnost              | Datum             | Místo    |
| ---------------- | --------- | --------------------- | ---------------------- | ----------------- | -------- |
| 1.               | 47,60     | Marita Kochová        | Východní Německo       | 6. říjen 1985     | Canberra |
| 2.               | 47,99     | Jarmila Kratochvílová | Československo         | 10. srpen 1983    | Helsinky |
| 3.               | 48,14     | Salvá Ajd Násirová    | Bahrajn                | 3. říjen 2019     | Dauhá    |
| 4.               | 48,17     | Marileidy Paulinová   | Dominikánská republika | 9. srpna 2024     | Paříž    |
| 5.               | 48,25     | Marie-José Pérecová   | Francie                | 29. července 1996 | Atlanta  |
| 6.               | 48,27     | Olga Bryzginová       | Sovětský svaz          | 6. říjen 1985     | Canberra |
| 7.               | 48,36     | Shaunae Millerová     | Bahamy                 | 6. srpen 2021     | Tokio    |
| 8.               | 48,57     | Nickisha Pryceová     | Jamajka                | 20. červenec 2024 | Londýn   |
| 9.               | 48,59     | Taťána Kocembová      | Československo         | 10. srpen 1983    | Helsinky |
| 10.              | 48,63     | Cathy Freemanová      | Austrálie              | 29. červenec 1996 | Atlanta  |
| Ženy na iaaf.org |           |                       |                        |                   |          |

## Vývoj světového rekordu

### Muži
- 47,8 Maxie Long (USA) New York 29. 9. 1900
- 47,7 Ted Meredith (USA) Cambridge,US 27. 5. 1916
- 47,0 Emerson Spencer (USA) Palo Alto 12. 5. 1928
- 46,4 Ben Eastman (USA) Palo Alto 26. 3. 1932
- 46,2 Bill Carr (USA) Los Angeles 05. 8. 1932
- 46,1 Archie Williams (USA) Chicago 19. 6. 1936
- 46,0 Rudolf Harbig (Německo) Frankfurt 12. 8. 1939
- 46,0 Grover Klemmer (USA) Filadelfie 29. 6. 1941
- 46,0 Herb McKenley (Jamajka) Berkeley, USA 5. 6. 1948
- 45,9 Herb McKenley (Jamajka) Milwaukee 2. 7. 1948
- 45,8 George Rhoden (Jamajka) Eskilstuna 22. 8. 1950
- 45,4 Lou Jones (USA) Ciudad de México 18. 3. 1955
- 45,2 Lou Jones (USA Los Angeles 30. 6. 1956
- 44,9 Otis Davis (USA) Řím 6. 9. 1960
- 44,9 Carl Kaufmann (Německo) Řím 6. 9. 1960
- 44,9 Adolph Plummer (USA) Tempe 25. 5. 1963
- 44,9 Mike Larrabee (USA) Los Angeles 12. 9. 1964
- 44,5 Tommie Smith (USA) San José 20. 5. 1967
- 44,1 Larry James (USA) Echo Summit 14. 9. 1968
- 43,8 Lee Evans (USA) Ciudad de México 18. 10. 1968
- 43,86 Lee Evans (USA) Ciudad de México 18. 10. 1968
- 43,29 Butch Reynolds (USA) Curych 17. 8. 1988
- 43,18 Michael Johnson (USA) Sevilla 26. 8. 1999
- 43,03 Wayde van Niekerk (Jihoafrická republika) Rio de Janeiro 14. 8. 2016[1]

### Ženy
- 51,02 Marylin Neufvilleová (Jamajka) Edinburgh 23. 7. 1970
- 50,98 Jelica Pavličićová (Jugoslávie) 3. 8. 1974
- 50,78 Riitta Salinová (Finsko) 17. 8. 1974
- 50,14 Riitta Salinová (Finsko) Řím 4. 9. 1974
- 49,77 Christina Brehmerová (Německo) Drážďany 9. 5. 1976
- 49,75 Irena Szewińská (Polsko) Bydhošť 22. 6. 1976
- 49,28 Irena Szewińská (Polsko) Montréal 29. 7. 1976
- 49,19 Marita Kochová (NDR) Lipsko 2. 7. 1978
- 49,03 Marita Kochová (NDR) Postupim 19. 8. 1978
- 48,94 Marita Kochová (NDR) Praha 31. 8. 1978
- 48,89 Marita Kochová (NDR) Postupim 29. 7. 1979
- 48,60 Marita Kochová (NDR) Turín 4. 8. 1979
- 48,16 Marita Kochová (NDR) Athény 8. 9. 1982
- 47,99 Jarmila Kratochvílová (Československo) Helsinky 10. 8. 1983
- 47,60 Marita Kochová (NDR) Canberra 6. 10. 1985

## Zajímavost
Průměrná rychlost běhu světového rekordmana van Niekerka (při rekordním čase 43,03 s.) činí téměř 9,30 m/s (33,47 km/h), v průměru tak zvládl každý stometrový úsek trati za necelých 10,76 s. Ženská světová rekordmanka Kochová při zaběhnutí času 47,60 s. běžela průměrnou rychlostí 8,40 m/s (30,25 km/h) a každý stometrový úsek zvládla průměrně za 11,90 s.